# Yekaterina Marennikova
Yekaterina Aleksandrovna Marennikova (São Petersburgo, 29 de abril de 1982) é uma handebolista profissional russa, medalhista olímpica.
Yekaterina Marennikova fez parte do elenco medalha de prata, de Pequim 2008, e a medalha de ouro no Rio 2016.